# 阎光彩
阎光彩（1918年—1999年），男，四川南江人，中华人民共和国政治人物，曾任南宁市人民委员会市长，广西壮族自治区政协副主席，第三届全国人大代表。